# Chang'e 5
Chang'e 5 (chineză: 嫦娥五号; pinyin: Cháng'é wǔhào) a fost cea de-a cincea misiune de explorare lunară din cadrul Programului chinez de explorare lunară al CNSA și prima misiune de returnare de mostre lunare a Chinei. La fel ca predecesorii săi, nava spațială poartă numele zeiței chineze a lunii, Chang'e. A fost lansată la 23 noiembrie 2020, la ora 20:30 UTC, de la Baza de lansare a navei spațiale Wenchang din Insula Hainan, a aterizat pe Lună la 1 decembrie 2020, a colectat ~1,731 kg de mostre lunare (inclusiv dintr-un miez de ~1 m adâncime), și s-a întors pe Pământ la 16 decembrie 2020, la ora 17:59 UTC.
Chang'e 5 a fost prima misiune de returnare a mostrelor lunare de la Luna 24 a Uniunii Sovietice din 1976. Misiunea a făcut din China a treia țară care a returnat mostre de pe Lună, după Statele Unite și Uniunea Sovietică.